# Stroban
Stroban ist ein Stoffgemisch aus der Gruppe der chlorierten Terpene. 

## Gewinnung und Darstellung
Stroban wird durch Chlorierung von Camphen bzw. Pinen gewonnen. Deren Doppelbindung wird zuerst zu 2-exo,10-Dichlorbornan durch Wagner-Meerwein-Umlagerung chloriert. Die darauf folgende weitere Chlorierung ist unspezifisch und führt zu einem Gemisch an höhersubstituierten Derivaten, deren Chlorgehalt bei Stroban bei 65 %, bei dem verwandten Toxaphen bei 67 bis 69 % liegt.

## Verwendung
Stroban wurde als Insektizid verwendet. Es war in der DDR bis 1967 und in der BRD bis 1974 zugelassen. Heute ist es weder in der Europäischen Union noch in der Schweiz als Pflanzenschutzwirkstoff zugelassen. In den USA wurde Stroban vor allem in den 1960er Jahren als Wirkstoff von Pflanzenschutzmitteln für den Anbau von Baumwolle verwendet. Daneben wurde es auch für die mottensichere Ausrüstung von Wollgeweben sowie als Haushalts-Insektizid eingesetzt.